# ساختمان شهربانی میرجاوه
ساختمان قدیمی شهربانی میرجاوه مربوط به دوره پهلوی اول است و در میرجاوه، خیابان فرخی سیستانی، روبروی ایستگاه راه آهن واقع شده و این اثر در تاریخ ۱۱ بهمن ۱۳۷۸ با شمارهٔ ثبت ۲۵۷۷ به‌عنوان یکی از آثار ملی ایران به ثبت رسیده است.